# Tomosvaryella frontata
Tomosvaryella frontata är en tvåvingeart som först beskrevs av Becker 1898.  Tomosvaryella frontata ingår i släktet Tomosvaryella och familjen ögonflugor. Inga underarter finns listade i Catalogue of Life.